# Kalusha Bwalya
Pour les articles homonymes, voir Bwalya.
Kalusha Bwalya (né le 16 août 1963 à Mufulira), plus connu sous le nom de Kalusha, est un footballeur zambien et aujourd'hui président de la Fédération de Zambie de football.

## Biographie
C'est le joueur zambien le plus cappé et le meilleur buteur de tous les temps, et probablement le meilleur joueur ayant joué en équipe nationale zambienne. 
Il fut nommé Ballon d'or africain de l'année en 1988 par le magazine France Football.
Il fut aussi meilleur buteur de la Coupe d'Afrique 1996 avec 5 buts.
Aujourd’hui, après avoir été joueur, entraineur au Mexique puis sélectionneur de la Zambie de 2003 à 2006, c’est en tant que dirigeant que Bwalya continue sa carrière dans le monde du ballon rond. Après avoir été vice-président de la Fédération de Zambie de Football (FAZ), le meilleur joueur zambien de tous les temps a été élu président en 2008.
Kalusha faisait partie de l'équipe de Zambie de football de 1993 qui a vécu le drame du 27 avril 1993 : l'avion de la sélection de la Zambie, accompagnée du staff, s'est écrasé lors de son vol vers le Sénégal pour un match de qualification pour la Coupe du monde de football 1994. Capitaine et entraîneur de cette sélection, Kalusha Bwalya n'était pas à bord de l'avion, mais en train de jouer aux Pays-Bas avec son club, le PSV Eindhoven, avant de rejoindre dans les heures qui suivraient le Sénégal pour participer au match avec la Zambie.

## Carrière
- 1979-1980 : Mufulira Blackpool
- 1980-1985 : Mufulira Wanderers
- 1985-1988 : Cercle Bruges
- 1988-1994 : PSV Eindhoven
- 1994-1997 : Club América
- 1997 : Club Necaxa
- 1998 : Al Wahda Abu Dhabi
- 1998 : FC León
- 1999 : Club  Deportivo Irapuato
- 1999 : CD Veracruz
- 2000 : SD Correcaminos

## Palmarès
- Champion des Pays-Bas en 1991 et 1992 avec le PSV Eindhoven
- Ballon d'or africain en 1988